# Estádio Roberto Siqueira Costa
Estádio Roberto Siqueira Costa – stadion piłkarski, w Serra, Espírito Santo, Brazylia, na którym swoje mecze rozgrywa klub Sociedade Desportiva Serra Futebol Clube.